# Schutzhund

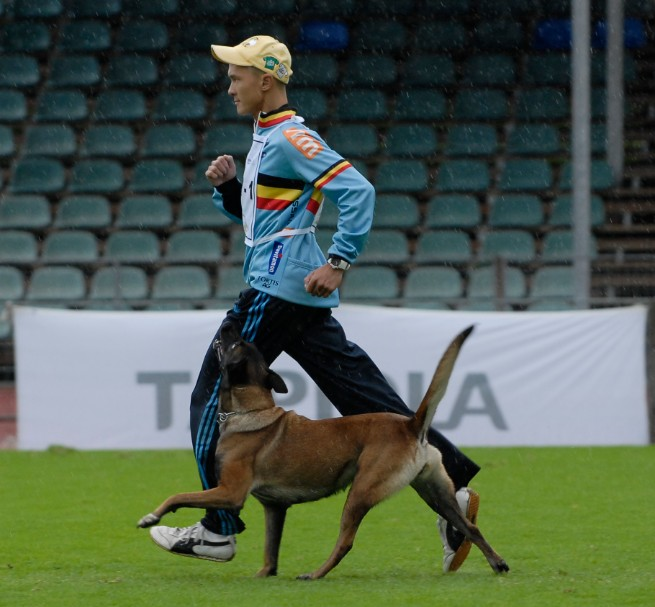
A fase de Obediência do Schutzhund no Campeonato Mundial da FCI em 2010 na Finlândia

Schutzhund (alemão para "cão de proteção "), IPO (Internatinale Prüfungs-Ordnung) ou IGP (Internationale Gebrauchshunde Prüfungsordnung), é um desporto canino que foi desenvolvido na Alemanha no início de 1900, originalmente como um teste de aptidão para a raça pastor-alemão. O teste deveria determinar se o cão apresentava aptidão apropriada para um bom cão policial. Hoje, o Schutzhund é tratado como um esporte, onde muitas raças diferentes além do pastor-alemão podem competir, mas é um teste tão exigente que apenas alguns cães conseguem passar.

## Habilidades testadas
O Schutzhund testa cães de todas as raças buscando as características necessárias para o trabalho de cão policial. Cães que passam nos testes de Schutzhund devem ser adequados para uma ampla variedade de tarefas: trabalho da polícia, detecção de odor específico, busca e salvamento, proteção, obediência, e muitos outros. O propósito do Schutzhund é identificar cães que tem ou não tem o caráter necessário para esses trabalhos mais exigentes. Algumas dessas características são:
- Forte desejo de trabalhar
- Coragem
- Inteligência
- Treinabilidade
- Forte ligação ao manejador
- Perseverança
- Instinto de proteção
- Sentido de olfato

Schutzhund testa essas características, mas também testa características físicas, tais como força, resistência, agilidade, e capacidade de faro. O objetivo do Schutzhund é mostrar o caráter e a capacidade de um cão através do adestramento. Os criadores podem usar esta informação para determinar como, e se, usar o cão em reprodução para uma próxima geração de cães de trabalho.

## História das raças de cães comumente usadas
O pastor-alemão foi desenvolvido a partir de cães pastores de trabalho por volta de 1900 como um cão de trabalho faz-tudo. Dentro de alguns anos, ficou claro que os cães foram perdendo a sua capacidade de trabalho. O Schutzhund foi desenvolvido neste momento como um teste de capacidade de trabalho para pastores-alemães. Só os pastores-alemães que passassem num teste de Schutzhund ou um teste de pastoreio foram autorizados a reproduzir, e assim, ter sua ninhada registrada como parte da raça pastor-alemão. Isso ainda é válido na Alemanha hoje. Apenas testando a capacidade de trabalho de cada geração que as fortes características de trabalho do pastor-alemão têm sido mantidas. 
Cães de qualquer raça, mesmo meio-sangue ou mestiços, podem competir no Schutzhund, mas as raças mais comuns são pastores-alemães, Pastores belgas malinois, Boxers, Rottweilers, Dobermans, Cane Corsos, Schnauzers Gigantes, Bouvier des Flandres, Pastor holandês, Beaucerons, Bulldogs americanos, Terrier preto russo, Airedale Terrier, Boiadeiro australiano e similares.

## História
Em resposta a forças políticas, na Alemanha, em 2004, o Verein für Deutsche Schäferhunde (SV) e o Deutscher Hundesportverein (DHV) fizeram alterações substanciais no esporte Schutzhund. A DHV adotou as regras da Federação Cinológica Internacional (FCI) que regem os títulos de IPO, para que, pelo menos no papel, o SV e DHV deem o controle do esporte para a FCI. A DHV mudou o nome dos títulos de "SchH" (Schutzhund) para "VPG" (Vielseitigkeitsprüfung für Gebrauchshunde que traduz aproximadamente a Exame de versatilidade para cães de trabalho). O SV tem mantido o nome dos títulos "SchH", mas o restante está de acordo com as regras da DHV/FCI.

## Descrição[3]
Há três títulos de schutzhund: Schutzhund 1 (SchH1), Schutzhund 2 (SchH2), e Schutzhund 3 (SchH3). SchH1 é o primeiro título e SchH3 é o mais avançado. Além disso, antes de um cão poder competir por um título SchH1, ele deve passar por um teste de temperamento chamado de BH (Begleithundprüfung, que se traduz como "Teste de tráfego seguro de cão de companhia"). O B testa obediência básica e a segurança em torno de pessoas estranhas, cães estranhos, tráfego, e ruídos. Um cão que apresenta excesso de medo, distraibilidade, ou agressão não pode passar no teste BH e, portanto, não pode ir para o schutzhund.
O teste do Schutzhund tem mudado ao longo dos anos. O Schutzhund moderno é composto de três fases: rastreamento, obediência e proteção. Um cão deve passar por todas as três fases em um ensaio para ser premiado com um título de schutzhund. Cada fase é avaliado em uma escala de 100 pontos. O mínimo de pontuação de aprovação é de 70 para o rastreamento e obediência e 80 para a proteção. Em qualquer altura o juiz pode desclassificar um cão por mostrar temperamento fraco, incluindo medo ou agressão.

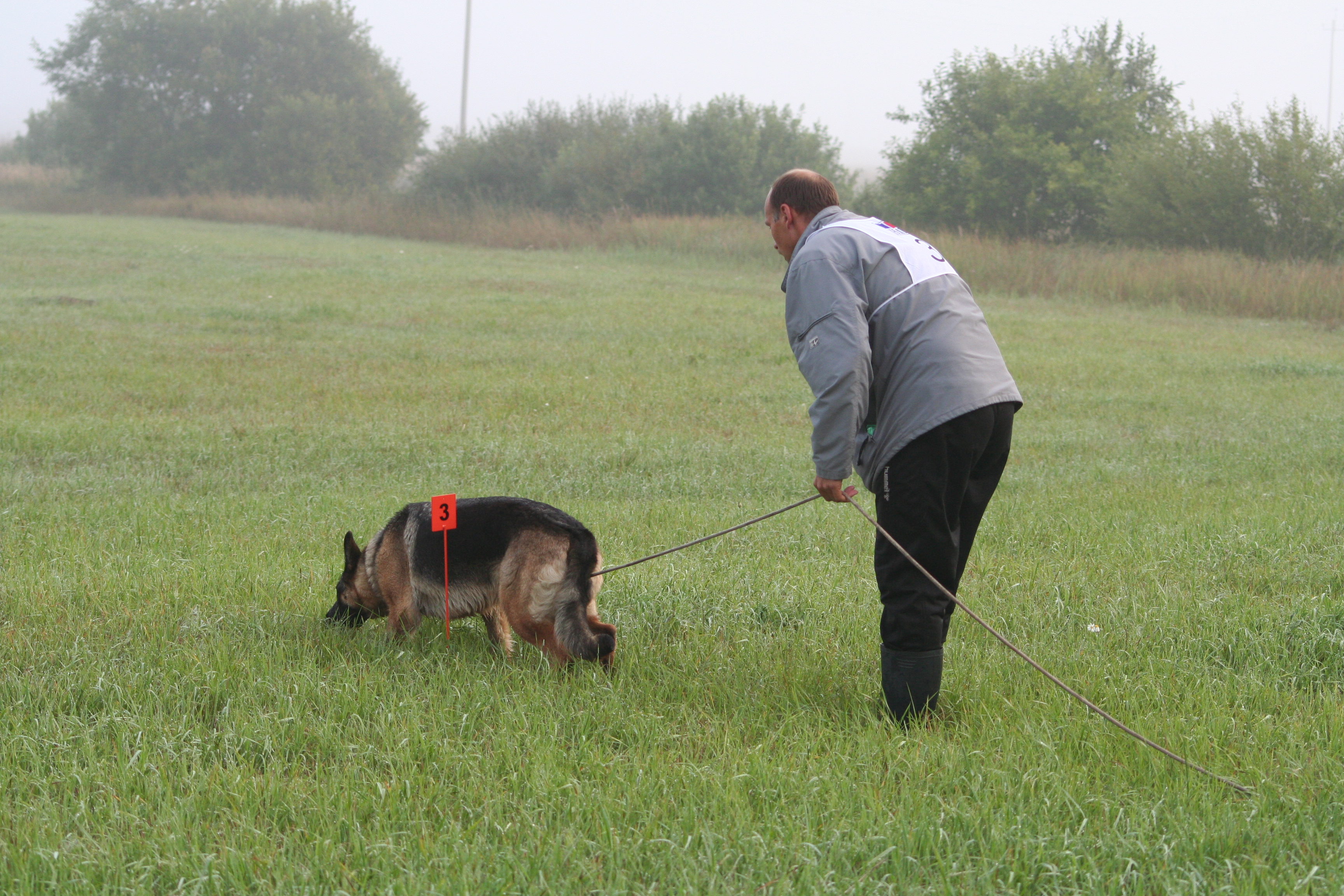
Iniciando a fase de rastreamento (tracking)

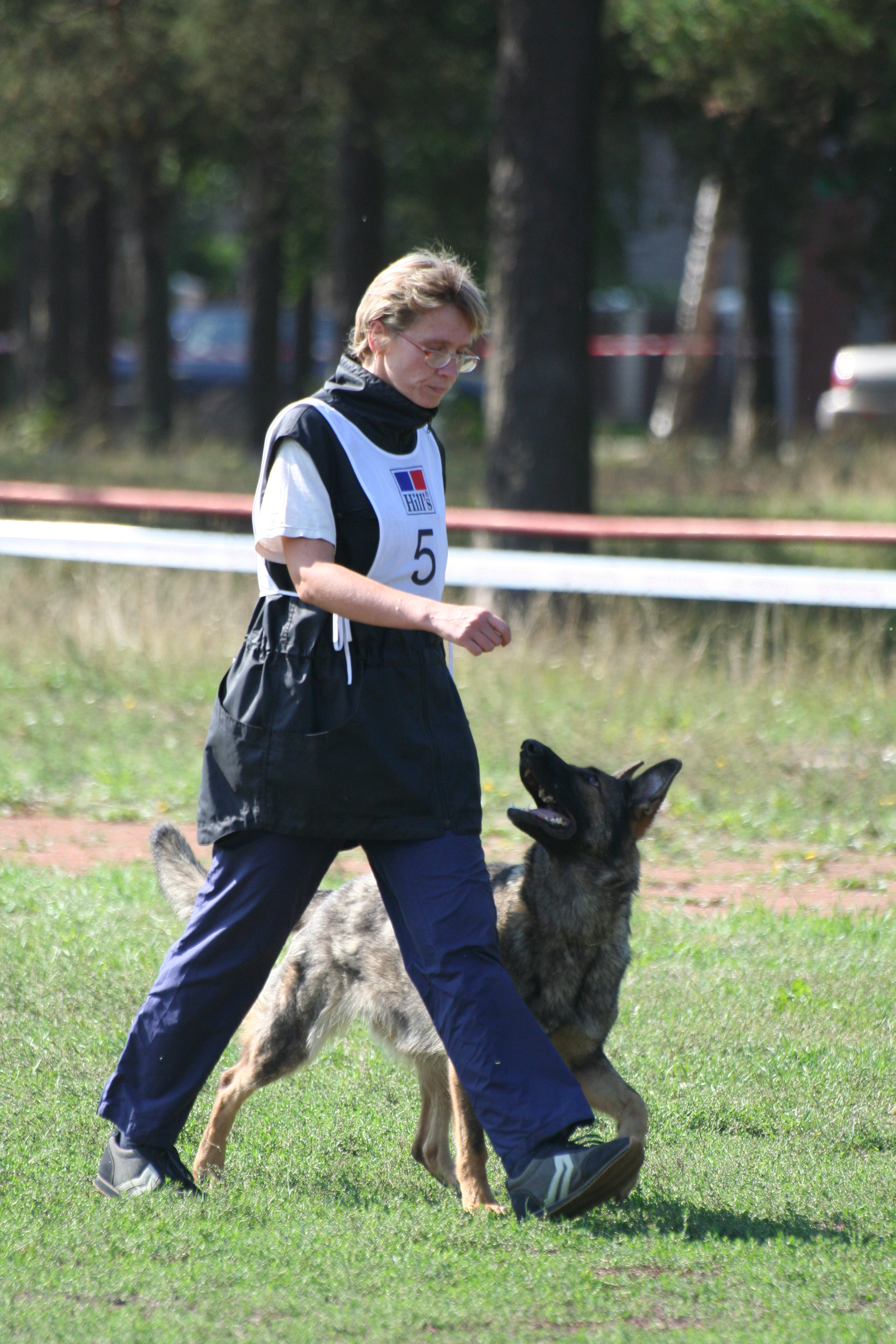
Obediência – condução livre

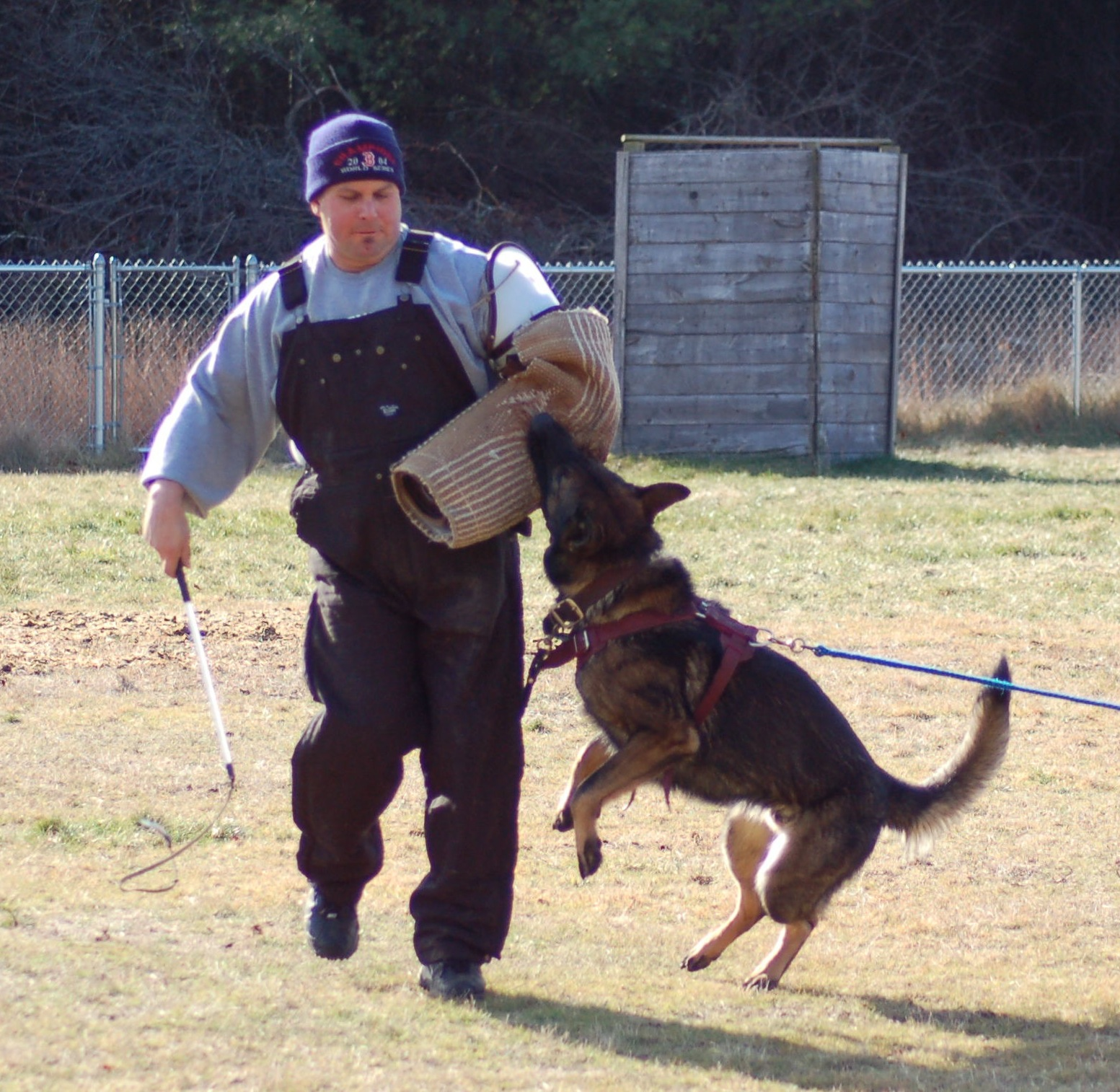
Um figurante trabalha um Pastor alemão durante o treinamento de proteção.

| Fase                    | Descrição |
| ----------------------- | --- |
| Rastreamento (tracking) | A fase de rastreamento não testa só a capacidade de faro do cão, mas também concentração e a resistência física. Na fase de rastreamento, uma trilha longilínea atravessa o campo, deixando vários pequenos artigos ao longo do caminho. Depois de um período de tempo, o cão é direcionado para seguir a pista enquanto está a ser seguido pelo condutor numa guia de 33 pés. Quando o cão localiza cada artigo, ele indica, geralmente com o artigo entre suas patas dianteiras. O cão é pontuado sobre quão atento e cuidado segue a trilha e indica os artigos. O tamanho do percurso, complexidade, número de artigos, e a idade do rastro varia para cada título. |
| Obediência              | A fase de obediência é feita em um campo grande, com os cães de trabalho em pares. Um cão é colocado em uma posição deitado na lateral do campo e o seu manipulador deixa-o enquanto o outro cão trabalha no campo. Em seguida, os cães trocam de lugar. No campo, há vários exercícios de de condução, incluindo o condução através de um grupo de pessoas. Há dois ou três tiros durante a condução para testar a reação do cão a barulhos. Há um ou dois testes de chamado (recall), três testes de recolhimento de objetos, e o send out, em que o cão é direcionado para correr para longe do manipulador em velocidade e, em seguida, deitar-se sob comando. A obediência julga a atitude e precisão do cão. O cão deve mostrar entusiasmo. Um cão que está desinteressado ou se acovarda, pontua mal. |
| Proteção                | Na fase de proteção, o juiz tem um assistente, o chamado "ajudante" ou figurante, que ajuda a testar a coragem do cão a proteger a si mesmo e o seu manipulador e a sua capacidade de ser controlado ao fazê-lo. O figurante veste uma manga pesadamente acolchoada em um braço. Existem várias tendas colocadas onde o figurante pode se ocultar em campo. O cão é direcionado para procurar nas cortinas pelo figurante. Quando ele encontra o figurante, indica este ao latir. O cão deve guardar o figurante para impedi-lo de mover-se até ser chamado pelo manipulador. Segue-se uma série de exercícios semelhantes ao trabalho policial, onde o manipulador de encontra o figurante e leva-o para o juiz. Em determinados pontos, o figurante ataca tanto o cão ou o manipulador ou tem tentativas de fuga. O cão deve parar o ataque ou a fuga, mordendo a luva acolchoada. Quando o ataque ou a fuga pára, o cão é recebe o comando para liberar a manga. O cão deve soltar ou é desclassificado. Em todas as vezes o cão deve mostrar coragem enfrentar o figurante e o temperamento para obedecer a rotina de tratamento enquanto estiver neste estado elevado de drive. Novamente, o cão deve mostrar entusiasmo. Um cão que mostra o medo, a falta de controle, ou agressão inadequada é desclassificado. |

## Treinamento
O treinamento de Schutzhund de, assim como o desporto em si, tem evoluído ao longo dos anos. A descrição definitiva do treinamento de Schutzhund  nos primeiros 50 anos do desporto é o livro Col. Konrad Most's Dog Trainning: A Manual de 1910 (em inglês trans. 1954, ISBN 1-929242-00-X). Pelos padrões modernos, o método Most's trainning é muito duro e, possivelmente, abusivo. Apesar disso, é também estruturado, consistente, e em muitos aspectos, está de acordo com a mais recente idéias sobre uma teoria de aprendizagem. Ao longo do tempo, as mais brutais técnicas caiu de uso e  alguns treinadores ainda seguem o método Most's. Em 1981, Helmut Raiser publicou o livro Der Schutzhund (inglês trans. por Armin Winkler, 1999 (sem ISBN)), que mudaram radicalmente o treinamento de proteção do Schutzhund. Nos EUA, a seguinte grande mudança nos treinamentos de Schutzhund foi marcada pela publicação Schutzhund Theory & Training Methods (ISBN 0-87605-731-8) 1991 por Susan Barwig e Stewart Hilliard. Ver também TOP WORKING DOGS, A Schutzhund Training Manual do Dr. Dietmar Schellenberg, publicado pela primeira vez em 1982. Com a quinta edição em 2012 (ISBN 978-0-9608798-2-3), Schellenberg apresenta um guia compreensível com informações detalhadas, passo-a-passo sobre treino e teoria do Schutzhund.

## Organizações
O Schutzhund é regido por um número de organizações. A FCI estabelece as regras para os títulos de IPO. (IPO- Internatinale Prüfungs-Ordnung - é nome da FCI para títulos do esporte Schutzhund.) A AZG estabelece as regras para o Schutzhund para todas as raças. A AZG é um das organizações componente da VDH, um kennel club da Alemanha. O Clube do Cão Pastor alemão da Alemanha, o SV, é um membro da VDH e, sem dúvida, a mais influente e poderosa sobre o esporte. Embora a AZG formalmente defina as regras, a AZG não faz nada com relação ao Schutzhund sem a aprovação do SV. Ainda assim, o SV tem grande influência na FCI e ainda é provavelmente a mais poderosa influência sobre o esporte. O DVG é uma organização do desporto para todas as raças na Alemanha, que organiza os clubes e competições e tem filiais no Canadá e Estados Unidos.
A maior organização de Schutzhund nos EUA é o United Schutzhund Clubs of America, chamado USCA. Apesar do seu nome, USCA é um clube da raça Pastor alemão. A  Working Dog Association é uma ramificação de outro clube da raça pastor alemão, e o Clube do Cão de Pastor alemão da América, que também patrocina clubes e eventos. Há um pequeno número de clubes DVG nos Estados Unidos, vários outras organizações da raça que estão envolvidas em Schutzhund, e a American Working Dog Federation (AWDF), que é uma organização "guarda-chuva". Existem clubes de outras raças específicas no Schutzhund como o United Doberman Club. No caso do Doberman, o AKC não vai permite que adicione títulos de Schutzhund no pedigree do cão, a menos que eles sejam ganhos no United Doberman Club. 